# I See You (Jutty Ranx)
I See You è un singolo del duo statunitense Jutty Ranx, pubblicato il 22 novembre 2012 come primo estratto dal primo album in studio Jutty Ranx.

## Il brano
La canzone presenta ritmi pop uniti a sonorità dance lungo quasi tutto il corpo, introducendo sul finale una strofa dubstep. Jaakko Manninen, produttore del brano e componente del duo, afferma di aver ideato il testo in Italia, bloccato in un albergo; al ritorno di Justin Taylor, vocalist, è piaciuto il progetto ed è stata sviluppata la parte musicale.
In Italia I See You è arrivata al successo nei primi mesi del 2013, collezionando 18 settimane consecutive di permanenza in Top Singoli e restando nel frattempo sul podio dei singoli più trasmessi in radio. Il brano è stato usato da Samsung nello spot televisivo del Samsung Galaxy Camera, con Alessandro Cattelan.

## Video musicale
Il videoclip che accompagna la promozione del singolo, autoprodotto dai Jutty Ranx, è realizzato con la tecnica dello stop motion e alterna il viaggio di una ragazza nello spazio a giochi di stop motion durante l'inquadratura sul cantante, come foglietti Post-it che cambiano colore e carta stagnola in movimento.

## Tracce
Il brano è stato pubblicato sotto molte versioni divise in quattro EP:
I See You (Italian Job) [Remixes] (22 novembre 2012)
1. I See You (Radio Edit) – 3:39 (testo: Jaakko Manninen – musica: Justin Taylor)
2. I See You (Extended) – 4:29 (testo: Jaakko Manninen – musica: Justin Taylor)
3. I See You (Federico Scavo) – 6:44 (testo: Jaakko Manninen – musica: Justin Taylor)
4. I See You (Luca Guerrieri) – 6:19 (testo: Jaakko Manninen – musica: Justin Taylor)

Durata totale: 21:11
I See You (Italian mixes) (22 gennaio 2013)
1. I See You (Menini & Viani Radio Edit) – 3:37 (testo: Jaakko Manninen – musica: Justin Taylor)
2. I See You (Menini & Viani Remix) – 7:07 (testo: Jaakko Manninen – musica: Justin Taylor)
3. I See You (Tony Colangelo Remix) – 6:05 (testo: Jaakko Manninen – musica: Justin Taylor)
4. I See You (Stefano Di Carlo, Dr Feelx Remix) – 5:16 (testo: Jaakko Manninen – musica: Justin Taylor)
5. I See You (Monkey Monday Remix) – 4:35 (testo: Jaakko Manninen – musica: Justin Taylor)

Durata totale: 26:40
I See You (Official Karaoke against Cover Version) (19 febbraio 2013)
1. I See You (Karaoke Version) – 3:50 (musica: Justin Taylor)

I See You (Remix Package) (21 febbraio 2013)
1. I See You (Mathieu Bouthier Radio Edit) – 3:15 (testo: Jaakko Manninen – musica: Justin Taylor)
2. I See You (Mathieu Bouthier Remix) – 6:32 (testo: Jaakko Manninen – musica: Justin Taylor)
3. I See You (Anton Wick Radio Remix) – 3:51 (testo: Jaakko Manninen – musica: Justin Taylor)
4. I See You (Anton Wick Remix) – 5:51 (testo: Jaakko Manninen – musica: Justin Taylor)
5. I See You (Mister Drone Edit) – 3:59 (testo: Jaakko Manninen – musica: Justin Taylor)
6. I See You (Mister Drone Remix) – 4:51 (testo: Jaakko Manninen – musica: Justin Taylor)
7. I See You (Stephan Funkmann Remix) – 6:50 (testo: Jaakko Manninen – musica: Justin Taylor)
8. I See You (Erick Decks Mix) – 6:21 (testo: Jaakko Manninen – musica: Justin Taylor)
9. I See You (Chris Garcia & Erik Haglet Mix) – 6:19 (testo: Jaakko Manninen – musica: Justin Taylor)
10. I See You (Pete Dow Live Mix) – 4:32 (testo: Jaakko Manninen – musica: Justin Taylor)

Durata totale: 52:21

## Classifiche
Posizioni massime
| Classifica (2012-2013) | Posizione |
| ---------------------- | --------- |
| Belgio (Vallonia)      | 61        |
| Francia                | 55        |
| Italia                 | 3         |
| Svizzera               | 73        |

### Classifiche di fine anno
| Classifica (2013) | Posizione |
| ----------------- | --------- |
| Italia            | 15        |